# Рустемович, Эдин
Эдин Рустемович (босн. Edin Rustemović; род. 6 января 1993, Висбаден) — боснийский футболист, полузащитник.

## Карьера
Футбольную карьеру начал в 2010 году в составе клуба «Дрина».
Летом 2018 года стал игроком боснийского клуба «Зриньски».
Летом 2020 года перешёл в боснийский клуб «Тузла Сити».
Летом 2021 года подписал контракт с казахстанским клубом «Шахтёр» Караганда.

## Достижения
«Шахтёр» Караганда
- Финалист Кубка Казахстана: 2021

## Клубная статистика
| Игровая карьера | Игровая карьера | Игровая карьера | Лига | Лига | Кубок | Кубок | Межд. | Межд. | Др. | Др. |
| --------------- | --------------- | --------------- | ---- | ---- | ----- | ----- | ----- | ----- | --- | --- |
| 2014/15         | Сараево         | А               | 14   | 0    | 1     | 0     | —     | —     | —   | —   |
| 2015/16         | Сараево         | А               | 24   | 1    | 4     | 0     | 1     | 0     | —   | —   |
| 2016/17         | Сараево         | А               | 22   | 0    | 6     | 1     | —     | —     | —   | —   |
| 2017/18         | Адана Демирспор | Б               | 2    | 0    | 1     | 0     | —     | —     | —   | —   |
| 2017/18         | Слобода         | А               | 12   | 1    | 2     | 0     | —     | —     | —   | —   |
| 2019/20         | Зриньски        | А               | 16   | 2    | 1     | 0     | 6     | 0     | —   | —   |
| 2020/21         | Тузла Сити      | А               | 17   | 1    | 2     | 0     | —     | —     | —   | —   |
| 2021            | Шахтёр          | A               | 6    | 0    | 6     | 0     | 6     | 0     | —   | —   |
| 2022            | Шахтёр          | A               | 11   | 0    | 3     | 1     | —     | —     | —   | —   |